# Ганьдадіа
13°20′06″ пн. ш. 109°17′53″ сх. д. / 13.335° пн. ш. 109.298° сх. д.
Ганьдадіа (в'єт. Gành Đá Đĩa або в'єт. Ghềnh Đá Đĩa, і перекладі «стрімка ріка з кам'яних плит») — геологічне утворення, що сформоване з вулканічних базальтових порід, які представляють собою скульптурні колони різної висоти. Утворення знаходиться вздовж узбережжя Тихого океану у комуні Ан Нін Донг, у повіті Туйан провінції Фуєн у В'єтнамі.

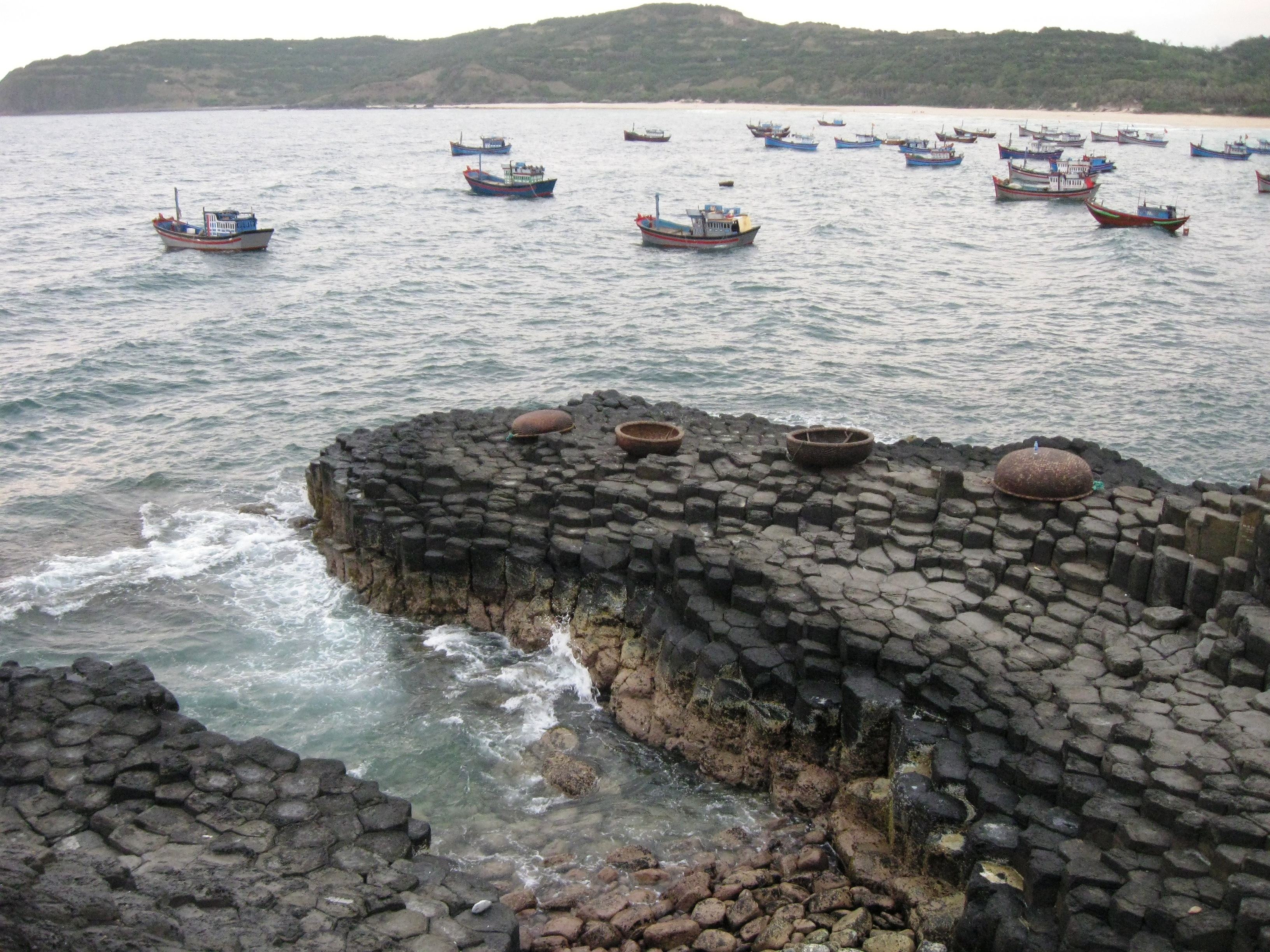

Цей кам'янистий пляж завширшки 100 м та 250 м завдовжки. Він складається із 35000 базальтових стовпців. Колони утворені темною лавою. Ці колони були створені завдяки вулканічному виверженню мільйони років тому; коли потоки розплавленого базальту зустрічалися із холодною водою, вони застигали і набували різних форм за рахунок теплових ефектів стиснення. Тут є круглі, п'ятикутні, шестикутні та багатокутні колони.
Ганьдадіа було зараховано до Національної спадщини В'єтнаму в січні 1997 року Міністерством культури, спорту і туризму В'єтнаму.